# Cayo Blosio
Cayo Blosio (Cumas, siglo II a. C.) fue un filósofo estoico de la antigua Roma. De ideario colectivista, se destacó por su papel en la reforma agraria de Tiberio Sempronio Graco y la revuelta de Eumenes III. Aunque poco conocido, se le tiene a menudo por un antecesor de las teorías socialistas, con el historiador Arnold J. Toynbee llegando a considerarle "el prototipo helénico de Marx".

## Biografía
Oriundo de la ciudad de Cumas en Campania, Italia, Blosio aprendió las doctrinas del estoicismo de manos de Antípatro de Tarso, el principal exponente de la escuela después de Diógenes de Babilonia. A diferencia de la opinión de Diógenes y Panecio, que abogaban por la propiedad privada como un deseo natural y veían como tiranía cualquier acción contra ésta, Blosio se desarrollaría en una corriente estoica que se planteaba la redistribución del grano y la propiedad pública por el bien de la humanidad, un concepto ya formulado en la república estoica de Zenón. En todo caso, junto con el gran retórico Diófanes de Mitilene, sirvió como preceptor del joven Tiberio Sempronio Graco, probablemente por impulso de su madre Cornelia, e instigó en él parte de sus ideas.
Tras el intento de Tiberio de formular una ley de reforma agraria que impulsaría la entrega de tierras a la plebe, caerían sobre él acusaciones de revolucionario que culminarían con su asesinato. Muerto Graco, su consejero Blosio fue interrogado por los cónsules sobre su influencia en las decisiones de Graco, noción que el filósofo siempre negó, afirmando que estaba a las órdenes de Tiberio y no a la inversa. Cuando los cónsules le preguntaron entonces si habría acatado de Tiberio una hipotética orden de prender fuego al Capitolio, Blosio respondió que Tiberio jamás habría dado tal orden, y que si lo hubiera hecho habría sido exclusivamente por el bien del pueblo romano. Blosio fue liberado poco después.
La siguiente aparición de Blosio en las fuentes tiene lugar en Pérgamo, donde apoyó al pretendiente Aristónico, autoproclamado Eumenes III, a acceder al trono. La base de su ayuda sería la creación de un estado ideal, bautizado como Heliópolis, donde no habría esclavos ni amos y todos los ciudadanos vivirían en armonía. Sin embargo, el alzamiento de Eumenes fracasó al ser éste derrotado en batalla por Marco Perperna; viendo así su sueño aplastado, y sabiendo la venganza que se cobrarían sobre él los romanos de ser llevado preso a Roma, Blosio se quitó la vida.